# شهرستان بلیایفسکی
شهرستان بلیایفسکی (به لاتین: Belyayevsky District) یک شهرستان در روسیه است که در استان اورنبورگ واقع شده‌است.